# Équipe de Belgique de hockey sur gazon au Championnat d'Europe 2019
Maillots
Chronologie
Saison précédente Saison suivante
Du 16 au 24 août 2019, l'équipe de Belgique de hockey sur gazon participe au Championnat d'Europe 2019.

## Qualification
| Rang | Équipe   | J | V | N | P | BP | BC | Diff | Pts | Qualification |
| ---- | -------- | - | - | - | - | -- | -- | ---- | --- | ------------- |
| 1    | Belgique | 2 | 2 | 0 | 0 | 9  | 1  | +8   | 6   | Demi-finales  |
| 2    | Pays-Bas | 2 | 1 | 0 | 1 | 7  | 6  | +1   | 3   | Demi-finales  |
| 3    | Autriche | 2 | 0 | 1 | 1 | 3  | 6  | -3   | 1   | Poule C       |
| 4    | Espagne  | 2 | 0 | 1 | 1 | 3  | 9  | -6   | 1   | Poule C       |

Source: FIH
En cas d'égalité de points de plusieurs équipes à l'issue des matchs de poule, les critères suivants sont appliqués dans l'ordre indiqué pour établir leur classement:
1. Points de chaque équipe,
2. Différence de buts,
3. Buts pour,
4. Plus grand nombre de points obtenus dans les matchs de poule disputés entre les équipes concernées.

## Matchs de préparation
| Match amical                   | Belgique                                                           | 5 - 1   | Malaisie   | Wilrijkse Plein Anvers, Belgique               |                                                |
| 9 août 2019 18h00 heure locale | Charlier 7e · De Kerpel 8e · Boon 24e · Van Aubel 57e · Wegnez 57e | (3 – 0) | 34e Tengku | Arbitrage : Laurine Delforge Sébastien Duterme | Arbitrage : Laurine Delforge Sébastien Duterme |
| 9 août 2019 18h00 heure locale | Rapport                                                            |         |            | Arbitrage : Laurine Delforge Sébastien Duterme | Arbitrage : Laurine Delforge Sébastien Duterme |

| Match amical                    | Belgique                                                                                 | 8 - 0   | Malaisie | Wilrijkse Plein Anvers, Belgique               |                                                |
| 12 août 2019 12h00 heure locale | Kina 6e · Boon 14e · Hendrickx 22e, 36e · Luypaert 30e, 48e · Gougnard 35e · Denayer 44e | (4 – 0) |          | Arbitrage : Noé Benhaiem Céline Martin-Schmets | Arbitrage : Noé Benhaiem Céline Martin-Schmets |
| 12 août 2019 12h00 heure locale | Rapport                                                                                  |         |          | Arbitrage : Noé Benhaiem Céline Martin-Schmets | Arbitrage : Noé Benhaiem Céline Martin-Schmets |

## Phase finale

### Composition
L'équipe a été annoncée le 7 août 2019.
Entraîneur :  Shane Mcleod
| Numéro | Joueur               | Date de naissance | Âge | Sélections |
| ------ | -------------------- | ----------------- | --- | ---------- |
| 2      | Loic van Doren (GB)  | 14 septembre 1996 | 22  | 17         |
| 4      | Arthur van Doren     | 1er octobre 1994  | 24  | 167        |
| 7      | John-John Dohmen     | 24 janvier 1988   | 31  | 379        |
| 8      | Florent van Aubel    | 25 octobre 1991   | 29  | 217        |
| 10     | Cédric Charlier      | 27 novembre 1987  | 31  | 305        |
| 12     | Gauthier Boccard     | 26 août 1991      | 27  | 206        |
| 13     | Nicolas de Kerpel    | 23 mars 1993      | 26  | 53         |
| 15     | Emmanuel Stockbroekx | 23 décembre 1993  | 22  | 142        |
| 16     | Alexander Hendrickx  | 6 août 1993       | 26  | 108        |
| 17     | Thomas Briels (C)    | 23 août 1987      | 31  | 329        |
| 19     | Félix Denayer        | 31 janvier 1990   | 29  | 305        |
| 21     | Vincent Vanasch (GB) | 21 décembre 1987  | 33  | 224        |
| 22     | Simon Gougnard       | 17 janvier 1991   | 28  | 262        |
| 23     | Arthur de Sloover    | 3 mai 1997        | 22  | 70         |
| 24     | Antoine Kina         | 13 février 1996   | 23  | 52         |
| 25     | Loïck Luypaert       | 19 août 1991      | 27  | 228        |
| 26     | Victor Wegnez        | 25 décembre 1995  | 23  | 75         |
| 27     | Tom Boon             | 25 janvier 1990   | 29  | 282        |

### Phase préliminaire
| Rang | Équipe         | J | V | N | P | BP | BC | Diff | Pts | Qualification |
| ---- | -------------- | - | - | - | - | -- | -- | ---- | --- | ------------- |
| 1    | Belgique       | 3 | 3 | 0 | 0 | 13 | 0  | +13  | 9   | Demi-finales  |
| 2    | Espagne        | 3 | 1 | 1 | 1 | 7  | 8  | -1   | 4   | Demi-finales  |
| 3    | Angleterre     | 3 | 0 | 2 | 1 | 4  | 6  | -2   | 2   | Poule C       |
| 4    | Pays de Galles | 3 | 0 | 1 | 2 | 3  | 13 | -10  | 1   | Poule C       |

Source: FIH
En cas d'égalité de points de plusieurs équipes à l'issue des matchs de poule, les critères suivants sont appliqués dans l'ordre indiqué pour établir leur classement:
1. Points de chaque équipe,
2. Matchs gagnés,
3. Différence de buts,
4. Buts pour,
5. Plus grand nombre de points obtenus dans les matchs de poule disputés entre les équipes concernées,
6. Buts marqués en plein jeu.

| Poule A                         | Belgique                                             | 5 - 0   | Espagne | Wilrijkse Plein Anvers, Belgique                                          |                                                                           |
| 16 août 2019 20h30 heure locale | Hendrickx 9e, 54e · Wegnez 19e · Boon 52e · Kina 55e | (2 – 0) |         | Arbitrage : Jonas van 't Hek Jakub Mejzlik Arbitre vidéo : Coen van Bunge | Arbitrage : Jonas van 't Hek Jakub Mejzlik Arbitre vidéo : Coen van Bunge |
| 16 août 2019 20h30 heure locale | Rapport                                              |         |         | Arbitrage : Jonas van 't Hek Jakub Mejzlik Arbitre vidéo : Coen van Bunge | Arbitrage : Jonas van 't Hek Jakub Mejzlik Arbitre vidéo : Coen van Bunge |

| Poule A                         | Belgique                 | 2 - 0   | Angleterre | Wilrijkse Plein Anvers, Belgique                                              |                                                                               |
| 18 août 2019 18h00 heure locale | Boon 15e · Hendrickx 49e | (1 – 0) |            | Arbitrage : Coen van Bunge Michael Gholami-Eilmer Arbitre vidéo : Ben Göntgen | Arbitrage : Coen van Bunge Michael Gholami-Eilmer Arbitre vidéo : Ben Göntgen |
| 18 août 2019 18h00 heure locale | Rapport                  |         |            | Arbitrage : Coen van Bunge Michael Gholami-Eilmer Arbitre vidéo : Ben Göntgen | Arbitrage : Coen van Bunge Michael Gholami-Eilmer Arbitre vidéo : Ben Göntgen |

| Poule A                         | Belgique                                                                  | 6 - 0   | Pays de Galles | Wilrijkse Plein Anvers, Belgique                                     |                                                                      |
| 20 août 2019 20h30 heure locale | Hendrickx 15e · Boon 15e · De Kerpel 25e · Charlier 28e, 35e · Briels 41e | (4 – 0) |                | Arbitrage : Bruce Bale Andres Ortiz Arbitre vidéo : Jonas van 't Hek | Arbitrage : Bruce Bale Andres Ortiz Arbitre vidéo : Jonas van 't Hek |
| 20 août 2019 20h30 heure locale | Rapport                                                                   |         |                | Arbitrage : Bruce Bale Andres Ortiz Arbitre vidéo : Jonas van 't Hek | Arbitrage : Bruce Bale Andres Ortiz Arbitre vidéo : Jonas van 't Hek |

### Phase à élimination directe
| Demi-finale                     | Belgique                                             | 4 - 2   | Allemagne            | Wilrijkse Plein Anvers, Belgique                                              |                                                                               |
| 22 août 2019 20h30 heure locale | Boon 42e · De Kerpel 54e · Wegnez 56e · Charlier 58e | (0 – 2) | 21e Rühr · 26e Fuchs | Arbitrage : Coen van Bunge Jonas van 't Hek Arbitre vidéo : Francisco Vazquez | Arbitrage : Coen van Bunge Jonas van 't Hek Arbitre vidéo : Francisco Vazquez |
| 22 août 2019 20h30 heure locale | Rapport                                              |         |                      | Arbitrage : Coen van Bunge Jonas van 't Hek Arbitre vidéo : Francisco Vazquez | Arbitrage : Coen van Bunge Jonas van 't Hek Arbitre vidéo : Francisco Vazquez |

| Finale                          | Belgique                                                                | 5 - 0   | Espagne | Wilrijkse Plein Anvers, Belgique                                     |                                                                      |
| 24 août 2019 20h30 heure locale | Dohmen 10e · Van Aubel 17e · Boon 18e · Stockbroekx 27e · Hendrickx 39e | (4 – 0) |         | Arbitrage : Ben Göntgen Jakub Mejzlik Arbitre vidéo : Coen van Bunge | Arbitrage : Ben Göntgen Jakub Mejzlik Arbitre vidéo : Coen van Bunge |
| 24 août 2019 20h30 heure locale | Rapport                                                                 |         |         | Arbitrage : Ben Göntgen Jakub Mejzlik Arbitre vidéo : Coen van Bunge | Arbitrage : Ben Göntgen Jakub Mejzlik Arbitre vidéo : Coen van Bunge |

## Les joueurs
| Joueurs | Joueurs              |     |     |     |     |     | Matchs joués | Buts marqués |
| ------- | -------------------- | --- | --- | --- | --- | --- | ------------ | ------------ |
| 2       | Loic van Doren (GB)  | NC  | NC  | X   | NC  | NC  | 1            | 0            |
| 4       | Arthur van Doren     | X   | X   | X   | X   | X   | 5            | 0            |
| 7       | John-John Dohmen     | 5   | 5   | 5   | 7   | 5 · | 5            | 1            |
| 8       | Florent van Aubel    | X   | X   | X   | X   | X · | 5            | 1            |
| 10      | Cédric Charlier      | 4   | 5   | 3 · | 3 · | 4   | 5            | 3            |
| 12      | Gauthier Boccard     | X   | X   | NC  | X   | X   | 4            | 0            |
| 13      | Nicolas de Kerpel    | 4   | 5   | 4 · | 3 · | 5   | 5            | 2            |
| 15      | Emmanuel Stockbroekx | X   | X   | X   | X   | X · | 5            | 1            |
| 16      | Alexander Hendrickx  | 5 · | 4 · | 4 · | 3   | 5 · | 5            | 5            |
| 17      | Thomas Briels (C)    | X   | X   | X · | X   | X   | 5            | 1            |
| 19      | Félix Denayer        | X   | X   | X   | X   | X   | 5            | 0            |
| 21      | Vincent Vanasch (GB) | X   | X   | NC  | X   | X   | 4            | 0            |
| 22      | Simon Gougnard       | X   | X   | X   | X   | X   | 5            | 0            |
| 23      | Arthur de Sloover    | 6   | 4   | X   | 4   | 4   | 5            | 0            |
| 24      | Antoine Kina         | 5 · | 6   | 5   | 5   | 5   | 5            | 1            |
| 25      | Loick Luypaert       | X   | X   | X   | X   | X   | 5            | 0            |
| 26      | Victor Wegnez        | X · | X   | X   | X · | X   | 5            | 2            |
| 27      | Tom Boon             | X · | X · | X · | X · | X · | 5            | 5            |